# Psychropotidae
Famille
Les Psychropotidae sont une famille d'holothuries (concombres de mer) abyssales de l'ordre des Elasipodida. Ces espèces ont la rare particularité de pouvoir nager, ce qui n'est pas le cas pour les holothuries en général.

## Caractéristiques

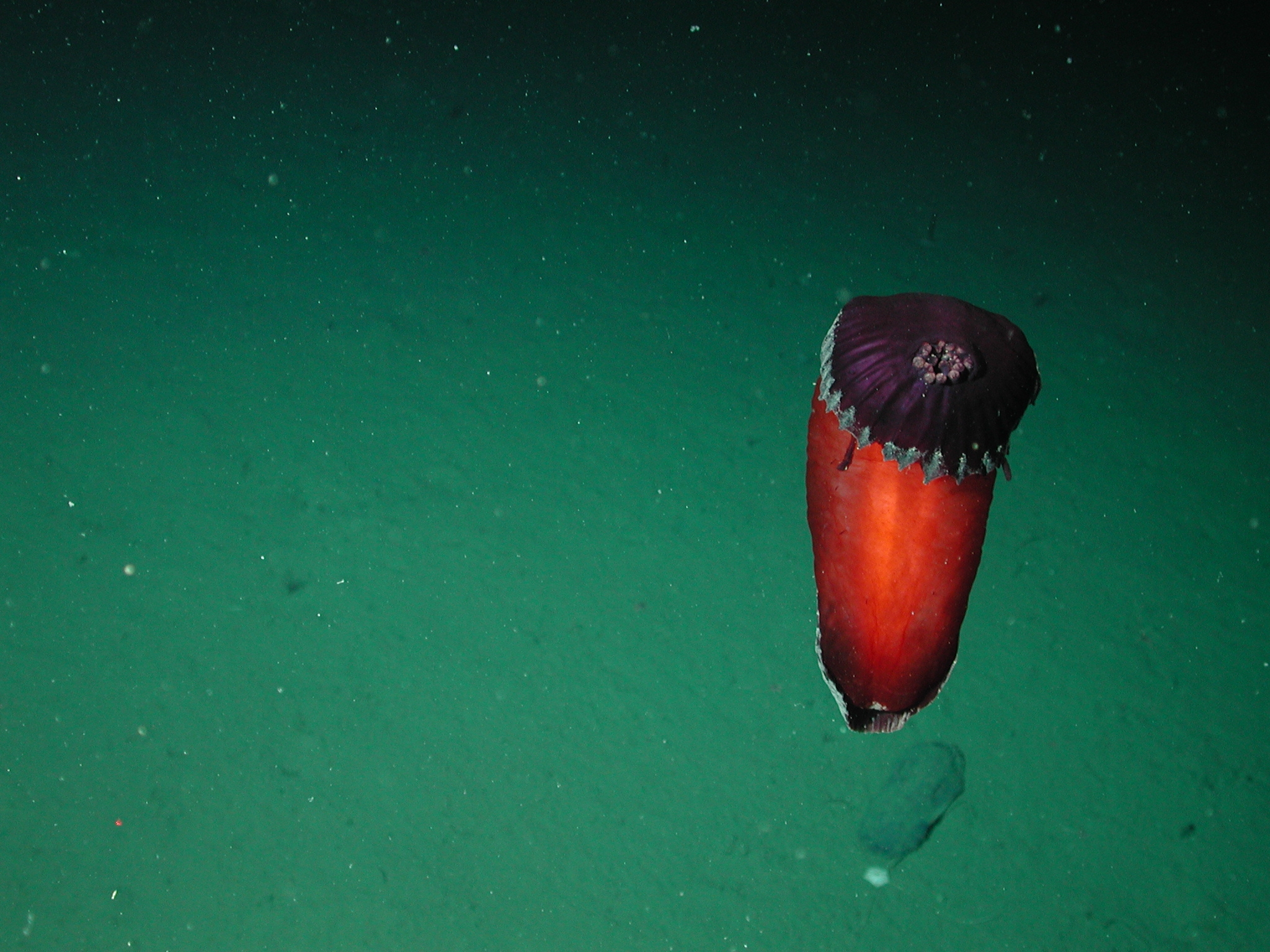
Une holothurie nageuse (benthopélagique) du genre Benthodytes, photographiée à 2789 mètres de profondeur au large de la Californie.

Ces holothuries ont un corps translucide, ferme et très gélatineux, composé principalement d'eau, ce qui leur permet d'avoir un poids très faible dans l'eau. La plupart sont capables de nager un moment avant de retomber sur le fond : elles sont donc « benthopélagiques ». Ces holothuries ont entre 10 et 18 tentacules buccaux, et des podia fusionnés forment une sorte de « jupe » entourant la face ventrale, ainsi parfois qu'une voile dorsale, notamment dans le genre Psychropotes. Les autres ont au moins un voile latéral, et toutes ont des podia tout le long de la face ventrale (contrairement aux Elpidiidae). Les ossicules dermiques sont en forme de batonnets à extensions latérales.

## Liste des genres
Selon World Register of Marine Species (1 juin 2014) :
- genre Benthodytes Théel, 1882 -- 12 espèces
- genre Psycheotrephes Théel, 1882 -- 4 espèces
- genre Psychropotes Théel, 1882 -- 20 espèces

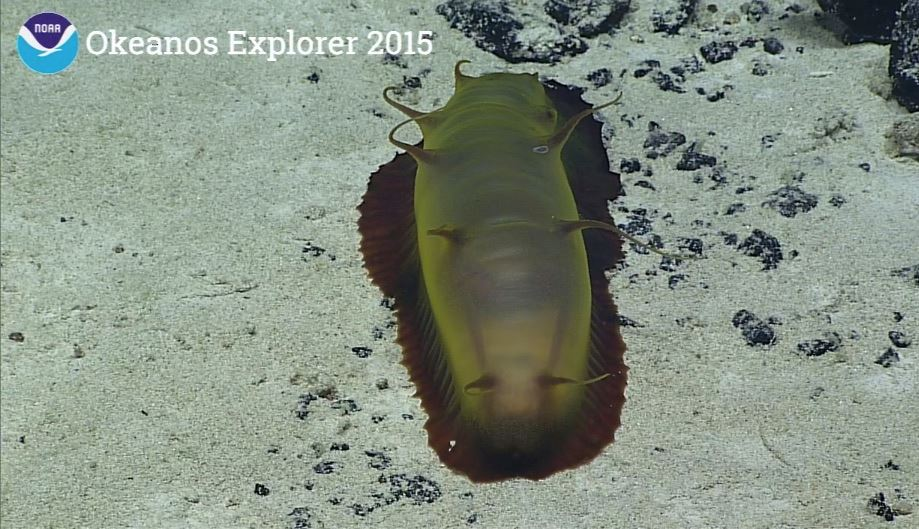
Benthodytes sp. observée dans les abysses au large d'Hawaï.
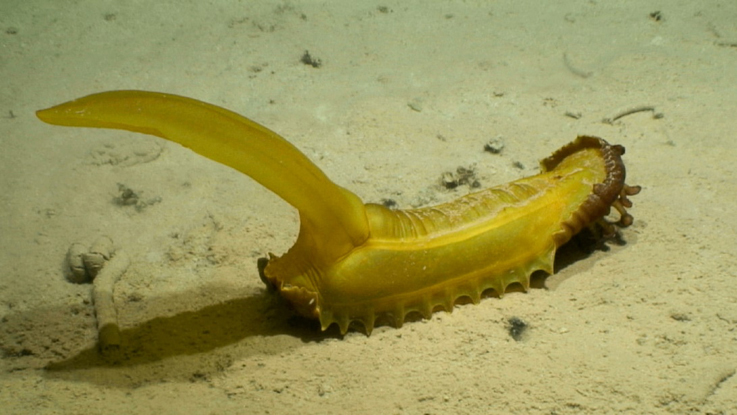
Psychropotes longicauda